# 金士頓 (阿拉巴馬州)
金士頓（英語：Kingston）是一個位於美國阿拉巴馬州奧陶加縣的非建制地區。該地的面積和人口皆未知。

## 地理
金士頓的座標為32°44′10″N 86°36′03″W / 32.73611°N 86.600833°W，而該地最高點為海拔高度124米（即407英尺）。